# Шивринский, Владимир Александрович
Владимир Александрович Шивринский (1926, Северо-Двинская губерния — ?) — советский хозяйственный, государственный и политический деятель.

## Биография
Родился в 1926 году. Член КПСС с 1948 года.
С 1941 года — на хозяйственной, общественной и политической работе. В 1941—1986 гг. — печник на нефтебазе Котласа, кочегар, масленщик на пароходах Северного пароходства, конструктор, руководитель конструкторского бюро, секретарь парткома ВЛКСМ, секретарь парткома ВКП(б) Кузинского судостроительного завода, второй секретарь Велико-Устюгского горкома КПСС, секретарь парткома Череповецкого металлургического завода, первый секретарь Череповецкого горкома КПСС.
Избирался депутатом Верховного Совета РСФСР 7-го созыва.